# قزلتشة بشمك
قزلتشة بشمك (بالفارسية: قزلچه پشمک) هي قرية تقع في غلستان في إيران. يقدر عدد سكانها بـ 1,344 نسمة .